# Hartley Withers
Hartley Withers, född den 15 juli 1867, död 1950, var en engelsk nationalekonom och tidningsman.
Withers blev 1894 medarbetare i Times och var 1905–1910 chef för dess handelsavdelning. Han innehade 1910–1911 motsvarande syssla i Morning Post och var 1915–1916 director of fìnancial inquiries i finansministeriet med uppgift att insamla finansiella data av vikt för Englands handelspolitik. Åren 1916–1921 utgav Withers finansveckoskriften Economist och därefter finanssupplementet till Saturday Review 1921–1923. Bland hans arbeten märkas Stocks and shares (1910), Poverty and waste (1914), International finance (1916), War-time financial problems (1919), The case for capitalism (1920) och Bankers and credit (1924).